# Szlak Dolinki Murckowskiej

Szlak Dolinki Murckowskiej − czarny znakowany szlak turystyczny w Katowicach, w województwie śląskim.

## Informacje ogólne
Atrakcją turystyczną szlaku jest ośrodek wypoczynkowy Bolina w Janowie.

## Przebieg szlaku

Ośrodek wypoczynkowy Bolina

- Ośrodek wypoczynkowy Bolina
- Giszowiec
- Stara Wesoła
- Dolinka Murckowska[3]